# Râul Valea lui Petru
Râul Valea lui Petru este un curs de apă, afluent al râului Prislop. 

## Hărți
- Harta Munții Baiului  Arhivat în 15 iunie 2011, la Wayback Machine.
- Harta județului Prahova